# Eccellenza Puglia 1993-1994
Il campionato italiano di calcio di Eccellenza regionale 1993-1994 è stato il terzo organizzato in Italia. Rappresenta il sesto livello del calcio italiano.
Questo è il campionato regionale della regione Puglia.

## Aggiornamenti
L'Unione Sportiva Lucera è stata ripescata nel Campionato Nazionale Dilettanti 1993-1994.

## Squadre partecipanti
| Squadra                          | Città                    |
| -------------------------------- | ------------------------ |
| U.S. Bitonto                     | Bitonto (BA)             |
| Campi Salentina                  | Campi Salentina (LE)     |
| A.S. Castellana                  | Castellana Grotte (BA)   |
| S.S. Francavilla Calcio          | Francavilla Fontana (BR) |
| U.S. Garganica Monte Sant'Angelo | Monte Sant'Angelo (FG)   |
| S.S. Manfredonia Calcio          | Manfredonia (FG)         |
| A.C. Massafra                    | Massafra (TA)            |
| A.S. Polisportiva Noci           | Noci (BA)                |
| U.S. Novoli                      | Novoli (LE)              |
| U.S. Pro Italia Galatina         | Galatina (LE)            |
| A.S. Putignano Calcio            | Putignano (BA)           |
| U.S. San Severo, San Severo      | San Severo (FG)          |
| U.S. Squinzano                   | Squinzano (LE)           |
| U.S. Torremaggiore               | Torremaggiore (FG)       |
| U.S. Tricase                     | Tricase (LE)             |
| Vis Nardò                        | Nardò (LE)               |

## Classifica finale
|  | Pos. | Squadra             | Pt | G  | V  | N  | P  | GF | GS | DR  |
|  | ---- | ------------------- | -- | -- | -- | -- | -- | -- | -- | --- |
|  | 1.   | San Severo          | 49 | 30 | 20 | 9  | 1  | 75 | 15 | +60 |
|  | 2.   | Pro Italia Galatina | 47 | 30 | 21 | 5  | 4  | 64 | 21 | +43 |
|  | 3.   | Tricase             | 45 | 30 | 19 | 7  | 4  | 65 | 25 | +40 |
|  | 4.   | Castellana          | 39 | 30 | 13 | 13 | 4  | 44 | 30 | +14 |
|  | 5.   | Torremaggiore       | 37 | 30 | 14 | 9  | 7  | 52 | 40 | +12 |
|  | 6.   | Vis Nardò           | 35 | 30 | 15 | 5  | 10 | 54 | 28 | +26 |
|  | 7.   | Bitonto             | 34 | 30 | 10 | 14 | 6  | 38 | 27 | +11 |
|  | 8.   | Putignano           | 33 | 30 | 11 | 11 | 8  | 30 | 24 | +6  |
|  | 9.   | Manfredonia         | 32 | 30 | 10 | 12 | 8  | 29 | 30 | -1  |
|  | 10.  | Massafra            | 29 | 30 | 9  | 11 | 10 | 33 | 34 | -2  |
|  | 11.  | Squinzano           | 28 | 30 | 12 | 4  | 14 | 42 | 35 | +7  |
|  | 12.  | Monte Sant'Angelo   | 24 | 30 | 8  | 8  | 14 | 31 | 51 | -20 |
|  | 13.  | Francavilla         | 19 | 30 | 6  | 7  | 17 | 26 | 57 | -31 |
|  | 14.  | Novoli              | 13 | 30 | 3  | 7  | 20 | 20 | 55 | -34 |
|  | 15.  | Campi               | 8  | 30 | 1  | 6  | 23 | 13 | 89 | -76 |
|  | 16.  | Noci (-1)           | 7  | 30 | 0  | 8  | 22 | 10 | 65 | -55 |

Legenda:
      Promosso nel Campionato Nazionale Dilettanti 1994-1995.
      Retrocesso in Promozione Puglia 1994-1995.
 Promozione diretta.
 Retrocessione diretta.
Note:
Due punti a vittoria, uno a pareggio, zero a sconfitta.
Il Noci è stato penalizzato con la sottrazione di 1 punto.
La Pro Italia Galatina è poi stata ripescata in C.N. Dilettanti.